# Sérgio Fernández
Sérgio Fernández Roda (ur. 1 kwietnia 1993 w Barañain) – hiszpański lekkoatleta specjalizujący się w biegach płotkarskich.

## Kariera sportowa
Uczestnik światowego czempionatu juniorów w Barcelonie (2012). W 2014 na eliminacjach zakończył udział podczas rozgrywanych w Zurychu mistrzostwach Starego Kontynentu. Ósmy zawodnik juniorskiego czempionatu Europy w Tallinnie (2015). Rok później został srebrnym medalistą mistrzostw Europy w Amsterdamie oraz półfinalistą igrzysk olimpijskich w Rio de Janeiro.
Wielokrotny złoty medalista mistrzostw Hiszpanii w kategorii seniorów i juniorów.
Rekord życiowy w biegu na 400 metrów przez płotki: 48,87 (18 sierpnia 2016, Rio de Janeiro) – rekord Hiszpanii.

## Osiągnięcia
| Rok  | Impreza                                 | Miejsce        | Konkurencja                     | Lokata     | Wynik   |
| ---- | --------------------------------------- | -------------- | ------------------------------- | ---------- | ------- |
| 2012 | Mistrzostwa świata juniorów             | Barcelona      | bieg na 400 metrów przez płotki | eliminacje | 53,50   |
| 2014 | Mistrzostwa Europy                      | Zurych         | bieg na 400 metrów przez płotki | eliminacje | 50,89   |
| 2015 | Mistrzostwa Europy juniorów             | Tallinn        | bieg na 400 metrów przez płotki | 8. miejsce | 1:06,32 |
| 2016 | Mistrzostwa Europy                      | Amsterdam      | bieg na 400 metrów przez płotki | 2. miejsce | 49,06   |
| 2016 | Mistrzostwa Europy                      | Amsterdam      | sztafeta 4 × 400 metrów         | eliminacje | 3:04,77 |
| 2016 | Igrzyska olimpijskie                    | Rio de Janeiro | bieg na 400 metrów przez płotki | półfinał   | 48,87   |
| 2017 | Superliga drużynowych mistrzostw Europy | Lille          | bieg na 400 metrów przez płotki | 2. miejsce | 49,72   |
| 2018 | Mistrzostwa Europy                      | Berlin         | bieg na 400 metrów przez płotki | 7. miejsce | 48,98   |
| 2019 | Superliga drużynowych mistrzostw Europy | Bydgoszcz      | bieg na 400 metrów przez płotki | 6. miejsce | 49,57   |
| 2019 | Mistrzostwa świata                      | Doha           | bieg na 400 metrów przez płotki | eliminacje | 50,71   |
| 2021 | Igrzyska olimpijskie                    | Tokio          | bieg na 400 metrów przez płotki | eliminacje | 51,51   |
| 2023 | Mistrzostwa świata                      | Budapeszt      | bieg na 400 metrów przez płotki | eliminacje | 49,26   |